# Famille de Robien
Il a existé deux familles de Robien, toutes deux originaires de Bretagne.
La première est éteinte ; l'autre est une famille subsistante de la noblesse française, classée dans la noblesse d'extraction chevaleresque, admise aux honneurs de la cour en 1787 et qui a adhéré à l'ANF en 1975.

## Histoire

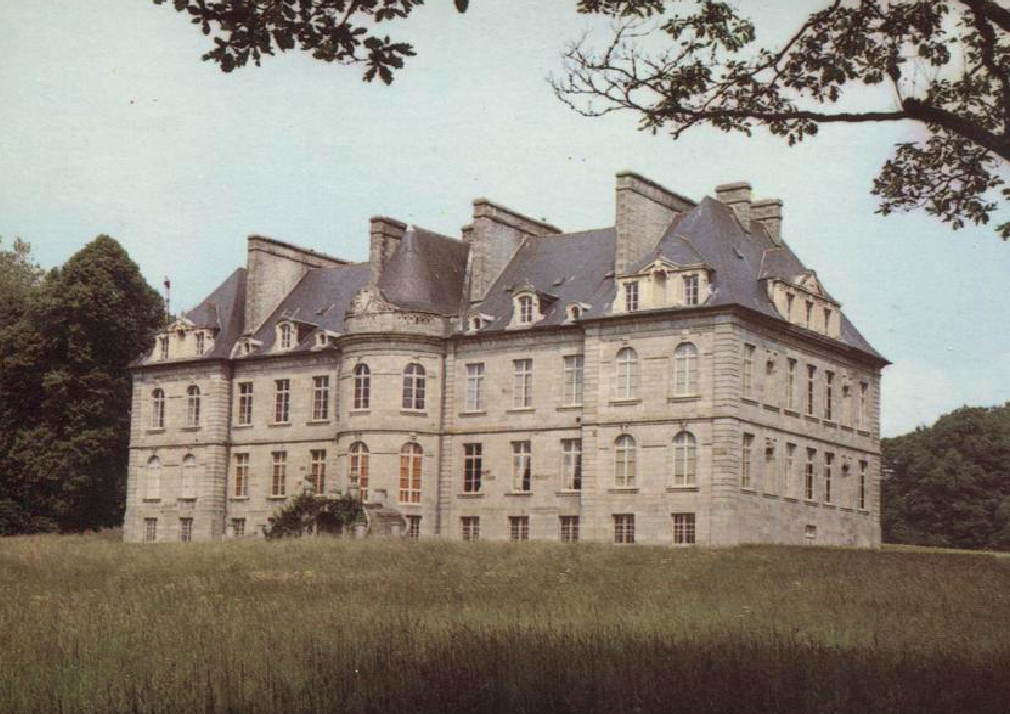
Château de Robien

La première maison de Robien tirait son origine de l'alliance vers 1212 d'Olivier Boscher avec Jeanne d'Avaugour, dame de Robien, dont les descendants prirent le nom, mais sa filiation prouvée remontait à 1377. Sa dernière représentante épousa vers 1566 Jacques Gauteron, vicomte de Plaintel, qui releva le nom et les armes des Robien.
La seconde maison de Robien est donc l'ancienne famille Gauteron, une famille d'ancienne chevalerie de Bretagne, qui donna des chevaliers croisés en 1129 et 1249, et remonte sa filiation prouvée à 1389. Christophe Gauteron, chevalier, seigneur de Robien, gentilhomme ordinaire du Roi, fut substitué aux noms et armes de sa mère par lettres-patentes de 1605.

### Christophe-Paul, «le président»
La famille de Robien s'illustre particulièrement au travers de Christophe-Paul de Robien. Il naît le 4 novembre 1698 au château de Robien (Côtes-d'Armor). Après ses études chez les Jésuites de Rennes et un séjour dans une académie d'exercices parisienne, il obtient sa licence en droit à Nantes en 1718 et devient avocat. Il est reçu conseiller le 17 mai 1720, puis président à mortier le 24 octobre 1724.
Il est l’auteur de la Description historique, topographique et naturelle de l'ancienne Armorique. Il possédait une importante collection scientifique (son cabinet de curiosités, à l’hôtel de Robien). Celle-ci fut saisie à la Révolution et se trouve maintenant répartie principalement entre le musée des beaux-arts de Rennes, le musée de Bretagne et l'Université de Rennes.
Il s'est intéressé à la généalogie, terminant la sienne en 1732, et à l'héraldique, particulièrement avec le projet de rendre visible le rang de sa famille. Si l'ajout de ses armoiries à ses biens comme ses livres ou son tombeau ne lui cause pas de problème, il n'en est pas de même pour les églises dont il se considère seigneur-fondateur. À partir de 1731, des arrêts du conseil d'État s'opposent à ses prétentions et le condamnent à retirer ses armoiries des églises de Pluvigner et de Brech, considérées comme une négation de la supériorité du Roi. S'il paraît s'incliner dans ses réponses aux autorités, il réitère l'opération dans plusieurs chapelles et églises bretonnes. Il ne connaîtra pas la conclusion de ce contentieux : c'est en 1763, sept ans après sa mort, que les prééminences et droits honorifiques des Robien sont reconnus dans les églises de Crach, Landaul, Landévant, Locmariaquer et Pluvigner ainsi que dans douze chapelles.

## Seigneuries
La famille subsistante du nom de Robien (la deuxième maison de Robien) a possédé les seigneuries du Plessis-Bataille, du Plessis-Gauteron, de La Villemainguy, de Plaintel, de Kerambourg, de La Motte, de Robien, de Lanvaux, du Plessis-Kaër, de Ré, de Treulan, etc.

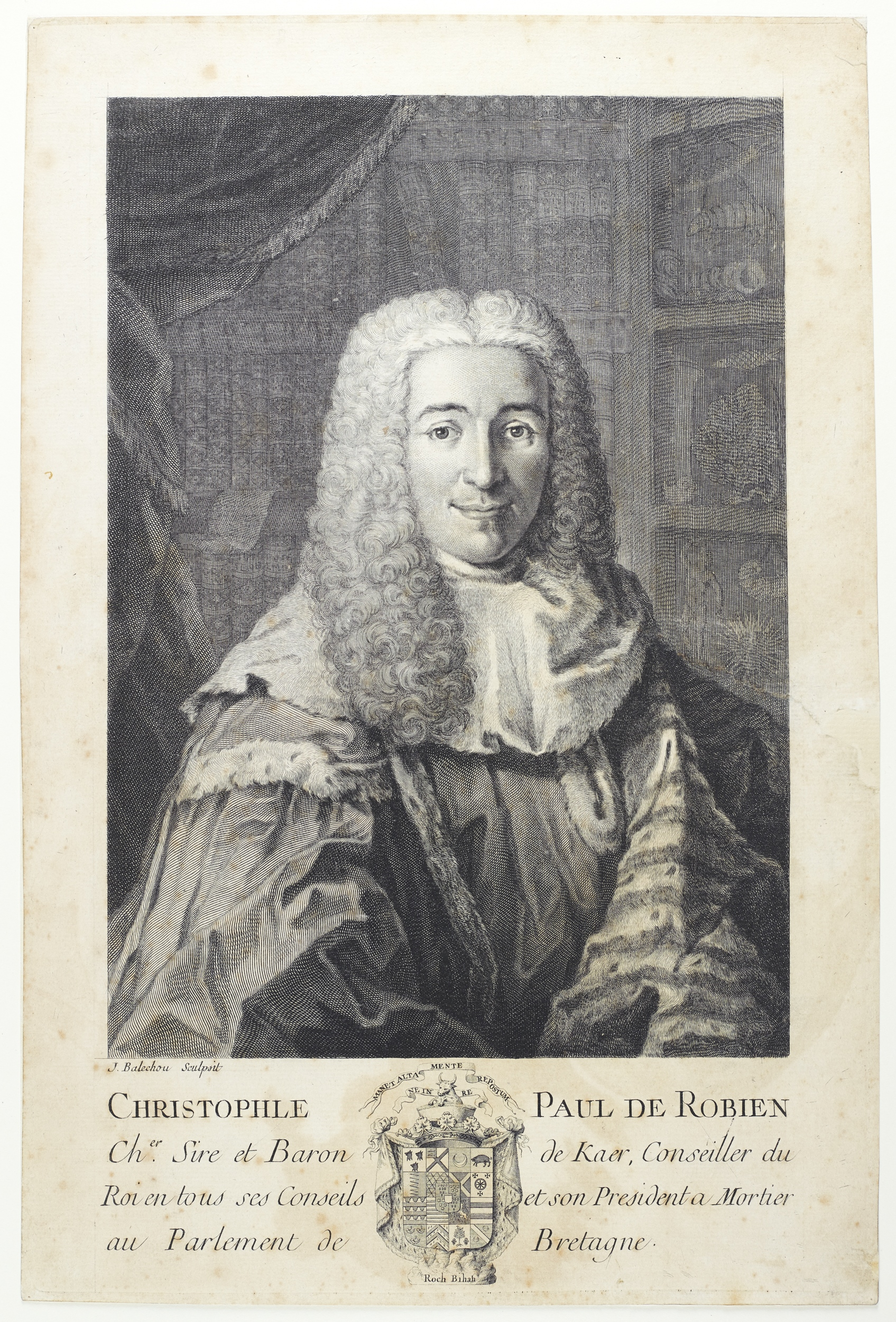
Christophe-Paul de Robien

Cette famille possède aussi l'hôtel de Robien, à Rennes, de 1669 à la Révolution.

## Personnalités
La seconde maison de Robien compte notamment:
- Christophe de Robien (marié en 1627), chevalier de Saint-Michel, gentilhomme de la Chambre.
- Paul de Robien (1660-1744), président à mortier au Parlement de Bretagne
- Thomas de Robien-Kerambourg (1673-1724), président à mortier au parlement de Bretagne
- Christophe-Paul de Robien (1698-1756), dit le président de Robien, historien, naturaliste et collectionneur d'art, président à mortier au parlement de Bretagne.
- Paul-Christophe de Robien (1731-1799), président à mortier au parlement de Bretagne.
- Emmanuel-Paul-Anne-Thibault-Joseph-Marie comte de Robien (1850-Paris, 1921), ancien volontaire de l’Ouest, lieutenant-colonel, commandant du 87e régiment de Territoriale, officier de la Légion d’honneur. (faire-part de décès en ligne sur le site Avant Laprée (Archives de Laprée, Quiestède, Pas-de-Calais))
- Alain de Robien[4] (1899-1945), croix de guerre 1914-1918, croix de guerre 1939-1945, Chevalier de la légion d'honneur, membre des services secrets britanniques, (Special Operations Executive, section F[5]), arrêté le 6 juillet 1943 pour sa participation au réseau de résistance Prosper/Buckmaster (groupe 55 A[6]), déporté par l'occupant nazi dans les camps de Buchenwald (à compter du 19 janvier 1944) puis de Flossenbürg[7] ( à compter du 23 février 1944). Affecté au kommando K15 de Johanngeorgenstadt[8], il décède en déportation le 3 mars 1945[9].
- Marie de Robien (1902-1989), née de Lardemelle à Lunéville (Lorraine), officier de la Légion d'honneur, résistante, membre du réseau Buckmaster, emprisonnée par l'occupant nazi à la prison d'Orléans le 6 juillet 1943 avec son époux (et ses trois fils ainés qui furent libérés le 16 juillet 1943), puis au camp de Royallieu. Membre du convoi des "27 000"[10], déportée à Ravensbrück, puis à Holleischen[11],[12]. Elle est élue après la Libération conseillère municipale de Huisseau-sur-Mauves, et fut visiteuse de prison à Orléans.
- Vicomte[13] Gilles de Robien (1941) homme politique français de centre droit. Il fut ministre à deux reprises et plusieurs lois portent son nom.
- Beata de Robien (1951), Comtesse Elie de Robien, femme de lettres.

## Armes, titres, honneurs
- La famille de Robien porte : « D'azur à 10 billettes d'argent, 4, 3, 2 et 1 ».
- La devise des Robien est :  « Sans vanité ni faiblesse ».
- La famille de Robien a porté plusieurs titres de courtoisie: marquis, comtes et vicomtes de Robien, vicomtes de Plaintel et barons de Lanvaux.
- Elle a été admise aux honneurs de la cour en 1787.

## Alliances
La seconde famille de Robien s'est alliée aux familles : du Bois-Adam, Durand, Dollo, Le Cocq, Visdelou, de Lezongar, de Bourgneuf, Le Vicomte, de Cleuz, du Louet de Coetjunval, d'Andigné, Le Gonidec de Traissan, du Plessis d'Argentré (1810), de Sanzillon de Mensignac, de La Motte de Broöns de Vauvert (1887), de Cossé-Brissac, de Crouy-Chanel, de Virieu, de Saint-Pern, de Quatrebarbes, de Heere, de Saint-Martin, de Hercé, de Boutouillic, de Gouyon de Kerambartz, Eon de Caraman, de Lesquen, Vincent, de Gouvello de Kerantré, le Bègue de Germiny, de Coëtnempren de Kersaint (1853), de La Forest d'Armaillé (1882), Denion du Pin (1890), du Pontavice des Renardières (1899), Le Mesre de Pas, Barbara de Labelotterie de Boisséson, de Saussine (1914), de Lardemelle (1924), du Boüays de La Bégassière, de Peyerimhoff de Fontenelle, Léonard de Juvigny (1954), de La Chapelle de Loisy, Hoarau de la Source (1965), d'Harcourt, de Lorgeril, de Bonnechose.

## Pour approfondir